# St. James' Park
Het St. James' Park is een voetbalstadion in Newcastle. Het stadion werd voor het eerst door Newcastle United gebruikt in 1891, nadat de East End en de West End waren samengevoegd. Er werd echter al gevoetbald sinds 1880.

## Uitbreidingen
Tot het begin van de jaren 90 werden er slechts kleine verbouwingen verricht. Vanaf 1991 investeerde de zakenman John Hall in de club, wat resulteerde in een stadioncapaciteit van 36.000 plaatsen in 1995. Maar dit was nog niet genoeg voor de enorme achterban. Er werden plannen ontworpen voor een nieuw stadion in het nabijgelegen Leazes Park, maar de gemeente stemde er niet mee in. Daarom werd besloten om het stadion uit te breiden door een extra ring toe te voegen aan de Leazes Stand en de Milburn Stand.
De bovenste ring aan de west- en noordzijde van het stadion waren klaar in juli 2000, inclusief zitplaatsen en skyboxen.
De skyboxen op de East Stand werden afgebroken en vervangen door zitplaatsen, waardoor de capaciteit opliep tot 52.387 zitplaatsen.
De kosten van de uitbreiding werden geschat op ongeveer 42 miljoen pond, een stuk hoger dan de kosten voor een nieuw stadion in Leazes Park. Hoewel het van buitenaf lijkt alsof het stadion vier losstaande tribunes telt, vormen de onderste ringen één grote rechthoek rond het stadion, terwijl de uitbreidingen daar bovenuit torenen. Het is onmogelijk om nog verder uit te breiden, aangezien er een weg achter Gallowgate End ligt en er gebouwen achter East End staan.
De club heeft ook de grond rondom en boven metrostation St. James gekocht, met het eventuele doel daar een hotel en conferentiezalen te bouwen. In 2005 werd er een nieuwe bar onder de bovenste ring van Gallowgate End geopend, genaamd Shearer's, naar de clublegende Alan Shearer.

## Trivia
- In het stadion vonden drie wedstrijden van Euro 1996 plaats. Samen met het stadion van Leeds United, Elland Road was het aangewezen voor de wedstrijden van de teams uit groep B: Frankrijk, Spanje, Roemenië en Bulgarije.
- In St. James' Park werden ook enkele voetbalwedstrijden van de Olympische Spelen in 2012 gespeeld.
- Vroeger werd St. James' Park geschreven als St. James's Park, met een s achter de apostrof. Aan het eind van de jaren 40 werd deze s afgeschaft.
- In november 2009 is het stadion hernoemd naar sportsdirect.com@St. James Park Stadium.